# سوزانا ريد
سوزانا ريد (بالإنجليزية: Susanna Reid)‏ هي مقدمة تلفزيونية وصحفية بريطانية، ولدت في 10 ديسمبر 1970 في كرويدون في المملكة المتحدة.

## وصلات خارجية
- سوزانا ريد على موقع IMDb (الإنجليزية)